# Lubieniecki (krater księżycowy)
Lubieniecki – krater uderzeniowy na Księżycu, położony na północno-zachodnim skraju Mare Nubium, na północny zachód od krateru Bullialdus.
Powierzchnia krateru została zalana lawą, która przedostała się z sąsiedniego morza przez szczelinę w jego południowo-wschodniej ścianie. Pozostała część pierścienia unosi się niewiele ponad poziom wewnętrznej powierzchni. Krater łączy się północną i zachodnią krawędzią z formacją wzniesień. Na północ od tej formacji znajduje się krater Darney. Leżące na północnym wschodzie pobliskie kratery Lubieniecki A i Lubieniecki E także są zalane.
Nazwany na cześć XVII-wiecznego polskiego astronoma Stanisława Lubienieckiego.

## Satelickie kratery
Pomniejsze sąsiadujące kratery nazwano Lubieniecki A, D, E, F, G, H.
| Lubieniecki | Szerokość | Długość | Średnica |
| ----------- | --------- | ------- | -------- |
| A           | 16,4° S   | 25,6° W | 30 km    |
| D           | 16,5° S   | 23,4° W | 8 km     |
| E           | 16,6° S   | 27,3° W | 37 km    |
| F           | 18,3° S   | 21,8° W | 8 km     |
| G           | 15,3° S   | 20,2° W | 4 km     |
| H           | 17° S     | 21,2° W | 4 km     |